# Sillago bassensis
El silago plateado (Sillago bassensis) es una especie de peces de la familia Sillaginidae en el orden de los Perciformes.

## Morfología
Los machos pueden llegar alcanzar los 33 cm de longitud total.

## Distribución geográfica
Es un endemismo del sur de la plataforma continental australiana.